# Cantel
Cantel (del náhuatl, significa «cueva de serpiente») es un municipio del departamento de Quetzaltenango, localizado a 11 km de la ciudad de Quetzaltenango y a 203 km de la Ciudad de Guatemala en la región sur-occidente de la República de Guatemala. Celebra su fiesta titular el 15 de agosto en honor a su patrona la Virgen de la Asunción.
Tras la Independencia de Centroamérica en 1821, Cantel fue parte del departamento Quezaltenango/Soconusco, y en 1838 pasó al Estado de Los Altos, el cual fue aprobado por el Congreso de la República Federal de Centro América en ese mismo año. En el nuevo estado hubo constantes revueltas campesinas y tensión con Guatemala, hasta que las hostilidades estallaron en 1840, y el general conservador mestizo Rafael Carrera recuperó la región para Guatemala.
En 1913, durante el gobierno del licenciado Manuel Estrada Cabrera, falleció en el poblado el arzobispo guatemalteco Ricardo Casanova y Estrada, quien se encontraba en la región durante una visita pastoral.

## Toponimia

### Nombre en castellano
Muchos de los nombres de los municipios y poblados de Guatemala constan de dos partes: el nombre del santo católico que se venera el día en que fueron fundados y una descripción con raíz náhuatl; esto se debe a que las tropas que invadieron la región en la década de 1520 al mando de Pedro de Alvarado estaban compuestas por soldados españoles y por indígenas tlaxcaltecas y cholultecas.
Así pues, fue originalmente fundado como el poblado de «Nuestra Señora de la Asunción de Cantel» debido a que hubo una aparición de una imagen de la Virgen de la Asunción en un tronco en el lugar; por su parte, el topónimo «Cantel» proviene de los términos náhuatl «can» (español: «serpiente») y «t’el» (español: «cueva»).

### Otras versiones
El hecho de que tropas indígenas que hablaban náhual acompañaban a los conquistadores españoles no ha sido divulgado a la mayoría de la población guatemalteca, por lo que han aparecido numerosas versiones sobre el origen de los topónimos locales; en el caso de Cantel, las versiones que han proliferado son:
1. El topónimo proviene del quiché Kentel que significa "Candelaria", que puede significar "Pueblo de Candelaria".
2. Provendría de las palabras «q'an» (español: «oro») y «t'el» (español: «cueva»), que al juntarlas significan «Cueva de oro».
3. Se habría originado del término «Q´antil» que quiere decir «serpiente amarilla», una especie de reptil que ya se extinguió en el municipio.[9]

## División política
Tiene un total de ocho aldeas y tres caseríos que son:
| Categoría | Listado                                                                      |
| --------- | ---------------------------------------------------------------------------- |
| Aldeas    | Chirijquiac, Chuisuc, La Estancia, Pasac I, Pasac II, Pachaj, Urbina y Xecam |
| Caseríos  | Xeburabaj, Chuitzuribal, Xejuyub y Xoljuyub                                  |

## Geografía física
El municipio tiene una extensión territorial de 22 km².

### Ubicación geográfica
El municipio se encuentra ubicado en la parte este del departamento de Quetzaltenango. Se encuentra entre el límite del departamento de Quetzaltenango con el de Totonicapán y Sololá. Se encuentra a una distancia de 10 km de la cabecera departamental Quetzaltenango.
- Norte: Salcajá y Totonicapán
- Sur: Zunil
- Noreste: Totonicapán
- Este y sureste: Nahualá
- Noroeste: Quetzaltenango
- Suroeste: Almolonga[11]

| Noroeste: Quetzaltenango | Norte: Salcajá Totonicapán | Nordeste: Totonicapán |
|                          |                            | Este: Nahualá         |
| Suroeste: Almolonga      | Sur: Zunil                 | Sureste: Nahualá      |

## Gobierno municipal
Los municipios se encuentran regulados en diversas leyes de la República, que establecen su forma de organización, lo relativo a la conformación de sus órganos administrativos y los tributos destinados para los mismos.  Aunque se trata de entidades autónomas, se encuentran sujetas a la legislación nacional. Las principales leyes que rigen a los municipios en Guatemala desde 1985 son:
| N.º | Ley                                                | Descripción |
| --- | -------------------------------------------------- | --- |
| 1   | Constitución Política de la República de Guatemala | Tiene una regulación legal específica para los municipios en los artículos 253 al 262. |
| 2   | Ley Electoral y de Partidos Políticos              | Ley de carácter constitucional aplicable a los municipios en el tema de la conformación de sus autoridades electas. |
| 3   | Código Municipal                                   | Decreto 12-2002 del Congreso de la República de Guatemala. Tiene la categoría de ley ordinaria y contiene preceptos generales aplicables a todos los municipios, e inclusive contiene legislación referente a la creación de los municipios.             |
| 4   | Ley de Servicio Municipal                          | Decreto 1-87 del Congreso de la República de Guatemala. Regula las relaciones entra la municipalidad y los servidores públicos en materia laboral. Tiene su base constitucional en el artículo 262 de la constitución que ordena la emisión de la misma. |
| 5   | Ley General de Descentralización                   | Decreto 14-2002 del Congreso de la República de Guatemala. Regula el deber constitucional del Estado, y por ende del municipio, de promover y aplicar la descentralización y desconcentración económica y administrativa.                                |

El gobierno de los municipios de Guatemala está a cargo de un Concejo Municipal mientras que el código municipal —que tiene carácter de ley ordinaria y contiene disposiciones que se aplican a todos los municipios de Guatemala— establece que «el concejo municipal es el órgano colegiado superior de deliberación y de decisión de los asuntos municipales […] y tiene su sede en la circunscripción de la cabecera municipal». Por último, el artículo 33 del mencionado código establece que «[le] corresponde con exclusividad al concejo municipal el ejercicio del gobierno del municipio».
El concejo municipal se integra con el alcalde, los síndicos y concejales, electos directamente por sufragio universal y secreto para un período de cuatro años, pudiendo ser reelectos.
Existen también las Alcaldías Auxiliares, los Comités Comunitarios de Desarrollo (COCODE), el Comité Municipal del Desarrollo (COMUDE), las asociaciones culturales y las comisiones de trabajo. Los alcaldes auxiliares son elegidos por las comunidades de acuerdo a sus principios, valores, procedimientos y tradiciones, estos se reúnen con el alcalde municipal el primer domingo de cada mes. Los Comités Comunitarios de Desarrollo y el Consejo Municipal de Desarrollo tiene como función organizar y facilitar la participación de las comunidades priorizando necesidades y problemas.

## Historia

### Fundación del Pueblo de Nuestra Señora de la Asunción, Cantel
A veintisiete años de la invasión, 1551, se produjo el primer enfrentamiento legal entre los aborígenes de Julul Chih, Salanchich, y Rig'bal Chich (hoy aldeas de Xecam, La Estancia, Pachaj, Chirijquiac y Urbina) con los españoles. Esta fecha es trascendental en la historia porque nos confirma la reducción que aplicaron los españoles para la fundación del pueblo y la extensión del territorio que les fue adjudicada.
El documento no.6 de la municipalidad registra la defensa del territorio que presentaron los aborígenes llamada "La Tradición Testimoniada de 1551", y los alegatos de los españoles fundamentada en "La Lengua de Resguardo Concedida por la Ley" para legitimar los derechos de conquista.

#### La Tradición Testimoniada de 1551
Esta contiene los reclamos de los aborígenes del área que ocupaban desde tiempos ancestrales, ahora obligados a abandonar. Lamentablemente, la tradición testimoniada no tuvo validez ante los españoles que exigían documento escrito la cual no existía. No hubo más alternativa que trasladarse a la lengua de resguardo que les fue otorgada por la ley.
El hecho histórico de 1551 constituye la fundación del pueblo porque los moradores del otro lado del Río Samalá perdieron sus tierras por carecer de documentos que acreditaran su propiedad y tuvieron que aceptar la legua del territorio en Cho Juyub' (sobre el cerro o montaña) para sobrevivir, lugar que ocupa actualmente la cabecera municipal

### Época colonial
Se cree que fue fundado por una familia procedente de Totonicapán aproximadamente en el año de 1580.

### El efímero Estado de Los Altos

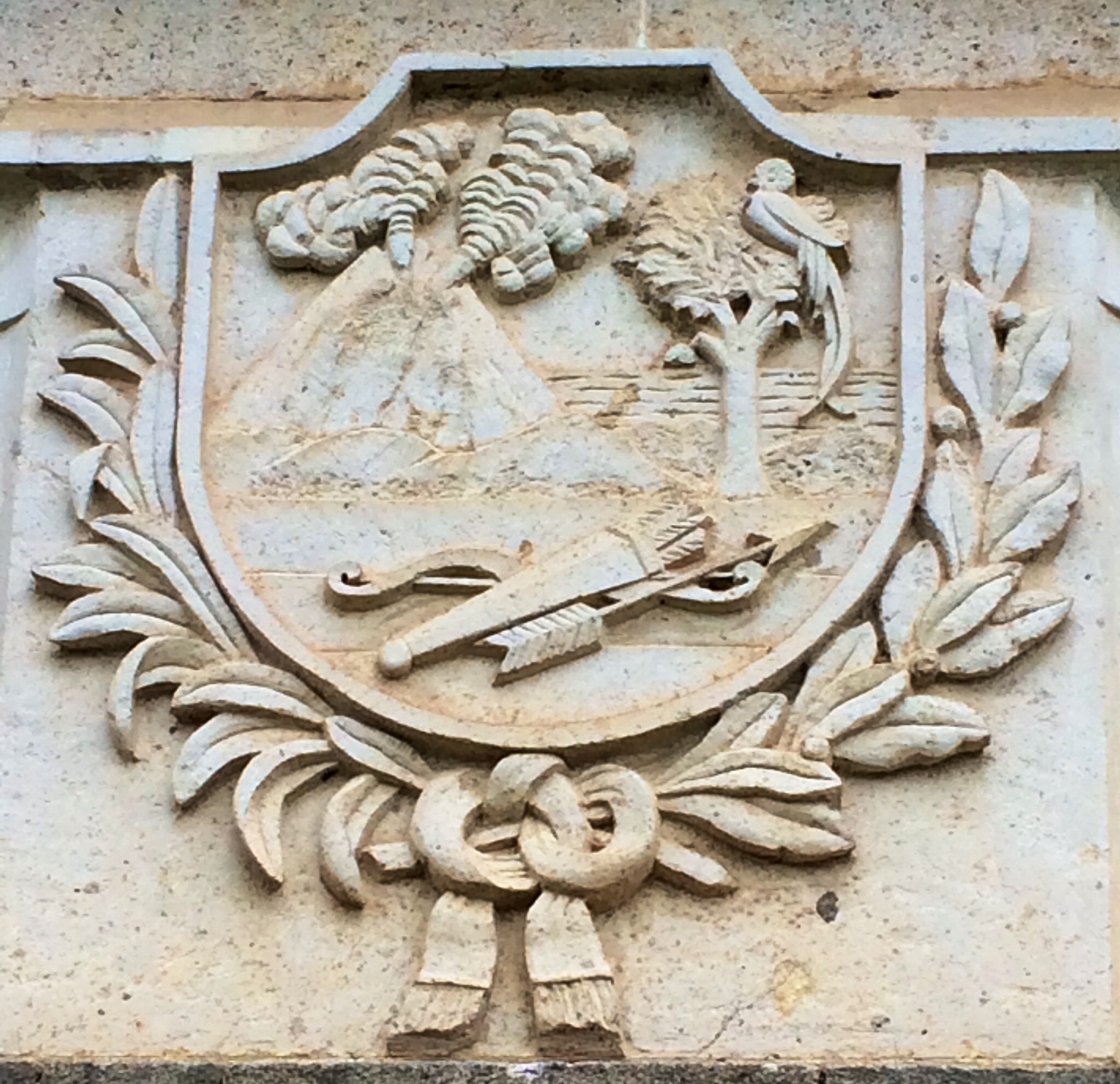
Escudo del Estado de Los Altos.

A partir del 3 de abril de 1838, Cantel fue parte de la región que formó el efímero Estado de Los Altos y que forzó a que el Estado de Guatemala se reorganizara en siete departamentos y dos distritos independientes el 12 de septiembre de 1839: 
- Departamentos: Chimaltenango, Chiquimula, Escuintla, Guatemala, Mita, Sacatepéquez, y Verapaz
- Distritos: Izabal y Petén[16]

La región occidental de la actual Guatemala había mostrado intenciones de obtener mayor autonomía con respecto a las autoridades de la ciudad de Guatemala desde la época colonial, pues los criollos de la localidad consideraban que los criollos capitalinos que tenían el monopolio comercial con España no les daban un trato justo.  Pero este intento de secesión fue aplastado por el general Rafael Carrera, quien reintegró al Estado de Los Altos al Estado de Guatemala en 1840 y luego venció contundentemente al presidente de la República Federal de Centro América, el general liberal hondureño Francisco Morazán en la Ciudad de Guatemala unos cuantos meses después.

### Muerte del arzobispo Ricardo Casanova y Estrada

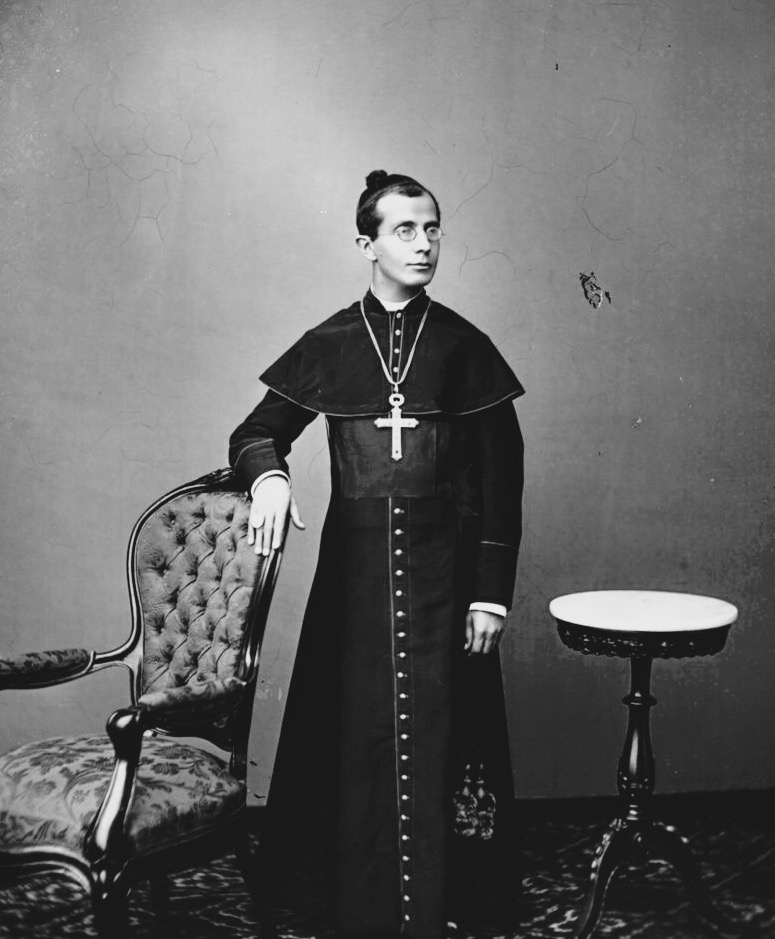
Arzobispo Casanova y Estrada en 1900, aproximadamente. Fotografía de Juan José de Jesús Yas.

Durante una visita pastoral en el departamento de Quetzaltenango, el obispo Casanova y Estrada sufrió de un grave ataque cuando estaba en Santa Catarina Ixtahuacán; decidió entonces regresar de inmediato a la Ciudad de Guatemala por el camino de San Felipe, llegando a Cantel el 12 de abril. Allí recibió tratamiento médico, pero a las once de la noche del 13 de abril se concluyó que no había nada que hacer y se le administró la Extremaunción, falleciendo a las 2 de la madrugada del 14 de abril de 1913.
Tras varios días, en que sus restos fueron trasladados a la Ciudad de Guatemala y recibieron numerosos homenajes, fue sepultado en la cripta de la Catedral Metropolitana, debajo del altar de la Inmaculada Concepción, como lo había solicitado.